# چوآنس!
چوآنس! (به فرانسوی: Chouans!) فیلمی محصول سال ۱۹۸۸ و به کارگردانی فیلیپ د بروکا است. در این فیلم بازیگرانی همچون سوفی مارسو، فیلیپ نوآره، لمبرت ویلسون، استفان فریس، شارلوت دو تورکیم و ژان-پیر کسل ایفای نقش کرده‌اند.

## معنی چوان
چوآن یک نام مستعار فرانسوی است که اشاره به برادران چوآن، به ویژه ژان کوترو معروف به ژان چوان دارد که شورش بزرگی توسط دهقانان و سایر افراد را در باس مین علیه انقلاب فرانسه رهبری کرد، برای همین شرکت کنندگان در این شورش و تا حدی فعالان ضدانقلاب فرانسوی به‌طور کلی به عنوان چوآنس شناخته شدند و خود شورش به چوانری معروف شد.